# Happy Nation (album)
A Happy Nation című album a svéd Ace of Base első stúdióalbuma, melyet 1992. december 24-én jelentettek meg Skandináviában. A közeli stúdióban épp egy reggae együttes készítette a felvételeit, mely az együttesre erős benyomásokat tett. 1995-ben a Guninnes Recordok könyvében a zenetörténet legjobban fogyó debütáló albumát tartották számon, mely több mint 19 millió példányszámban értékesítette albumát világszerte. Ez a szám 2007-re kb. 23 millió darabot jelentett az amerikai The Sign című albummal együtt.

## Előzmények
A Happy Nation című album 1993 elején jelent meg Európában, Afrikában és Latin Amerikában a Festival Records kiadónál. Az album 14 országban volt slágerlistás helyezés, és 23 millió példányszámban kelt el világszerte.
A Happy Nation (US Version) 1993 szeptember 25-én jelent meg, megegyező időben az Észak-Amerikai kiadású The Sign című albummal, mely 1993 november 23-án jelent meg. A Happy Nation amerikai verziója a nevével ellentétben soha nem került kiadásra az Egyesült Államokban. Mindkét változat ugyanazokat a dalokat tartalmazza, csak más sorrendben.

## Megjelenések
CD  Európa Metronome – 517 749-2
1. Voulez-Vous Danser 3:17 Engineer, Mixed By – Björn Stenström, John Ballard, Producer – Joker*, T.O.E.C., Buddha, Vocals – Jenny, Linn*
2. All That She Wants 3:30 Engineer – Denniz Pop, Producer – Denniz Pop, Joker, Buddha, Vocals – Joker, Linn, Buddh*
3. Münchhausen (Just Chaos) 3:27 Engineer, Mixed By – Björn Stenström, John Ballard, Producer – Joker, Buddha, Vocals – Jenny, Joker, Buddha
4. Happy Nation 4:11 Backing Vocals – John Ballard, Choir [Latin] – Joker, Engineer, Mixed By – Björn Stenström, John Ballard, Producer – Joker, Buddha, Vocals – Joker, Linn, Buddha
5. Waiting for Magic 5:17 Drums [Additional] – Tony (21), Engineer, Mixed By – Björn Stenström, John Ballard, Producer – Joker, Buddha, Vocals – Jenny, Joker, Linn, Buddha

1. Wheel of Fortune 3:52 Engineer, Mixed By – Björn Stenström, John Ballard, Producer – Joker, T.O.E.C., Buddha, Vocals – Jenny, Linn, Buddha
2. Dancer In A Daydream 3:37 Engineer, Mixed By – Björn Stenström, John Ballard,Producer – Joker, Buddha,Vocals – Linn
3. My Mind (Mindless Mix) 4:09 Engineer – Joker, Buddha, Producer – Joker, Buddha, Vocals – Jenny, Buddha
4. Wheel of Fortune (Original Club Mix) 3:58 Engineer, Mixed By – Björn Stenström, John Ballard, Producer – Joker, Buddha, Vocals – Jenny, Linn, Buddha
5. Dimension Of Depth 1:45 Edited By [Re-edit] – Buddha, Engineer – Joker, Buddha, Producer – Joker
6. Young And Proud 3:54 Engineer – Joker, Buddha, Producer – Joker, Buddha, Vocals – Linn
7. All That She Wants (Banghra Version) 4:14 Engineer – Denniz Pop, Producer – Denniz Pop, Joker, Buddha, Vocals – Joker, Linn, Buddha

### Egyéb megjelenések
| 14. | Moogoperator | 3:31 |

| 1.  | All That She Wants                   | Joker Buddha Sablon:Ref     | Joker Buddha            | Joker Buddha Denniz Pop                               | 3:30 |
| 2.  | Don’t Turn Around                    | Albert Hammond Diane Warren | Hammond Warren          | Tommy Ekman Per Adebratt                              | 3:48 |
| 3.  | Young and Proud                      | Joker Buddha Sablon:Ref     | Joker Buddha            | Joker Buddha                                          | 3:56 |
| 4.  | The Sign                             | Joker Buddha Sablon:Ref     | Joker                   | Joker Denniz Pop Douglas Carr Buddha Sablon:Ref       | 3:08 |
| 5.  | Living in Danger                     | Joker Buddha Sablon:Ref     | Joker Buddha            | Ekman Adebratt T.O.E.C. Sablon:Ref                    | 3:41 |
| 6.  | Voulez-Vous Danser                   | Joker Buddha Sablon:Ref     | Joker Buddha            | T.O.E.C. Joker Buddha                                 | 3:17 |
| 7.  | Happy Nation                         | Joker Buddha Sablon:Ref     | Joker Buddha            | Joker Buddha                                          | 4:13 |
| 8.  | Hear Me Calling                      | Linn Jenny                  | Joker Buddha Linn Jenny | Buddha Stonestream Sablon:Ref John Ballard Sablon:Ref | 3:48 |
| 9.  | Waiting for Magic (total remix 7")   | Joker Buddha Sablon:Ref     | Joker Buddha            | Buddha Stonestream                                    | 3:50 |
| 10. | Fashion Party                        | Joker Buddha Sablon:Ref     | Joker Buddha            | Joker                                                 | 4:10 |
| 11. | Wheel of Fortune                     | Joker Buddha Sablon:Ref     | Joker Buddha            | Joker Buddha T.O.E.C.                                 | 3:52 |
| 12. | Dancer in a Daydream                 | Joker Buddha Sablon:Ref     | Joker Buddha            | Joker Buddha                                          | 3:37 |
| 13. | My Mind (mindless mix)               | Joker Buddha Sablon:Ref     | Joker Buddha            | Joker Buddha                                          | 4:08 |
| 14. | All That She Wants (Banghra version) | Joker Buddha Sablon:Ref     | Joker Buddha            | Joker Buddha Denniz Pop                               | 4:14 |
| 15. | Happy Nation (Remix)                 | Joker Buddha Sablon:Ref     | Joker Buddha            | Joker Buddha Ekman Sablon:Ref Carr Sablon:Ref         | 3:45 |

| 16. | Giving It Up (Ace Version) | 3:29 |

| 1.  | All That She Wants                   | 3:30 |
| 2.  | Happy Nation                         | 4:11 |
| 3.  | Wheel of Fortune (original club mix) | 3:58 |
| 4.  | Voulez-Vous Danser                   | 3:17 |
| 5.  | Young and Proud                      | 3:54 |
| 6.  | Dancer in a Daydream                 | 3:37 |
| 7.  | Wheel of Fortune                     | 3:52 |
| 8.  | Waiting for Magic                    | 5:17 |
| 9.  | My Mind (mindless mix)               | 4:09 |
| 10. | Fashion Party                        | 4:10 |
| 11. | All That She Wants (Banghra version) | 4:14 |

## Slágerlista
| Slágerlista                              | Legjobb helyezés |
| ---------------------------------------- | ---------------- |
| Ausztria Austrian Albums Chart           | 3                |
| Dánia Danish Albums Chart                | 1                |
| Hollandia Dutch Albums Chart             | 2                |
| Franciaország French Albums Chart        | 1                |
| Németország German Albums Chart          | 1                |
| Görögország Greek Albums Chart           | 1                |
| Magyarország Hungarian Albums Chart      | 1                |
| Izrael Israeli Albums Chart              | 1                |
| Új-Zéland New Zealand RIANZ Albums Chart | 1                |
| Norvégia Norwegian Albums Chart          | 1                |
| Portugália Portuguese Albums Chart       | 1                |
| Spanyolország Spanish Albums Chart       | 5                |
| Svájc Swiss Albums Chart                 | 2                |
| Svédország Swedish Albums Chart          | 3                |
| UK UK Albums Chart                       | 1                |
| US Billboard 200                         | 1                |

## Minősítések
| Ország                                               | Minősítés  | Eladások  |
| ---------------------------------------------------- | ---------- | --------- |
| Argentína (CAPIF)                                    | 4x platina | 240.000   |
| Ausztria (IFPI)                                      | platina    | 50.000    |
| Ausztria (SARFT)                                     | platina    | 30.000    |
| Csehország (IFPI)                                    | arany      | 5.000     |
| Dánia (IFPI Denmark)                                 | 2x platina | 197.000   |
| Finnország (Musiikkituottajat)                       | arany      | 82.715    |
| Franciaország (SNEP)                                 | gyémánt    | 1,295,500 |
| Németország (BVMI)                                   | 3x arany   | 1.500.000 |
| India (IMI)                                          | platina    | 20.000    |
| Indonézia (ASIRI)                                    | 4x platina | 200.000   |
| Írország (IRMA)                                      | arany      | 7.500     |
| Olaszország (FIMI)                                   | arany      | 50.500    |
| Görögország (IFPI Greece)                            | arany      | 30.500    |
| Hollandia (NVPI)                                     | 2x arany   | 200.000   |
| Új-Zéland (RMNZ)                                     | 3x platina | 45.000    |
| Portugália (AFP)                                     | platina    | 40.000    |
| Szingapúr (RIAS)                                     | 3x platina | 45.000    |
| Észak-Korea (RIAK)                                   | 7x platina | 700.000   |
| Spanyolország (PROMUSICAE)                           | 2x platina | 200.000   |
| Svájc (IFPI Switzerland)                             | platina    | 50.000    |
| Svájc (IFPI Switzerland) (Happy Nation U.S. Version) | platina    | 50.000    |
| Thaiföld (TECA)                                      | arany      | 20.000    |
| Egyesült Királyság (TECA)                            | 2x platina | 600.000   |